# Centro Español de Tampa
El Centro Español de Tampa es un casino español y centro social histórico ubicado en el barrio hispano de Ybor City en la ciudad de Tampa, Florida, Estados Unidos. El centro social español fue fundado en 1891 por la comunidad española de Tampa y el actual edificio fue construido en 1912.
El edificio es uno de varios gran estructuras construida por la comunidad española de Tampa, junto con el Cementerio del Centro Español, Centro Español de West Tampa y el Centro Asturiano de Tampa. El Centro Español de Tampa es el inmueble más grande de los construidos por la comunidad española en Tampa, que existió en la ciudad desde finales del siglo XIX hasta principios del siglo XX. Para mediados del siglo XX la comunidad española se empezó a diluir por la asimilación cultural y mudanzas de miembros de la comunidad a otras partes de la Florida, alejándoles del núcleo hispano de Ybor City.
Actualmente, el edificio perdura como un componente clave en la historia de Tampa y del distrito histórico de Ybor City. Hoy en día alberga el restaurante "Carne" del cocinero Jason Fernández.

## Historia

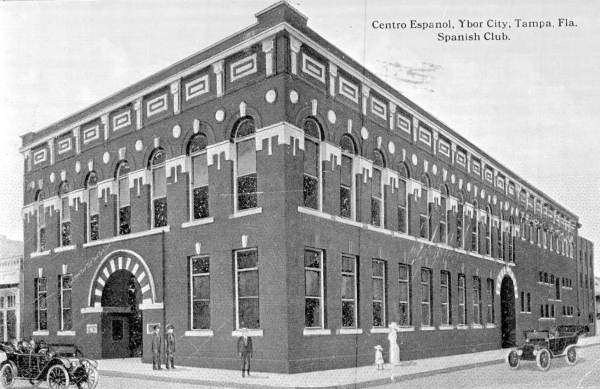
El Centro Español en 1914, dos años después de su inauguración.

### Fundación
El Centro Español fue construido por inmigrantes de España, incluyendo algunos provinientes de Cuba, que para entonces era territorio español bajo la Capitanía General de Cuba. Los españoles venían a Tampa atraídos por las oportunidades laborales en las fábricas de Ybor City.
El Centro Español fue el primero de varios centros sociales y sociedades benéficas que se llegarían a construir en la ciudad. El Centro Español sirvió como modelo a seguir para varias organizaciones locales que le seguirían como el  Centro Asturiano de Tampa, Círculo Cubano de Tampa, Unione Italiana, entre otros. Estos centros tenían un papel fundamental en el desarrollo de la ciudad y era de gran relevancia cultural, social y económica para la comunidad inmigrante.

### Auge del Centro Español

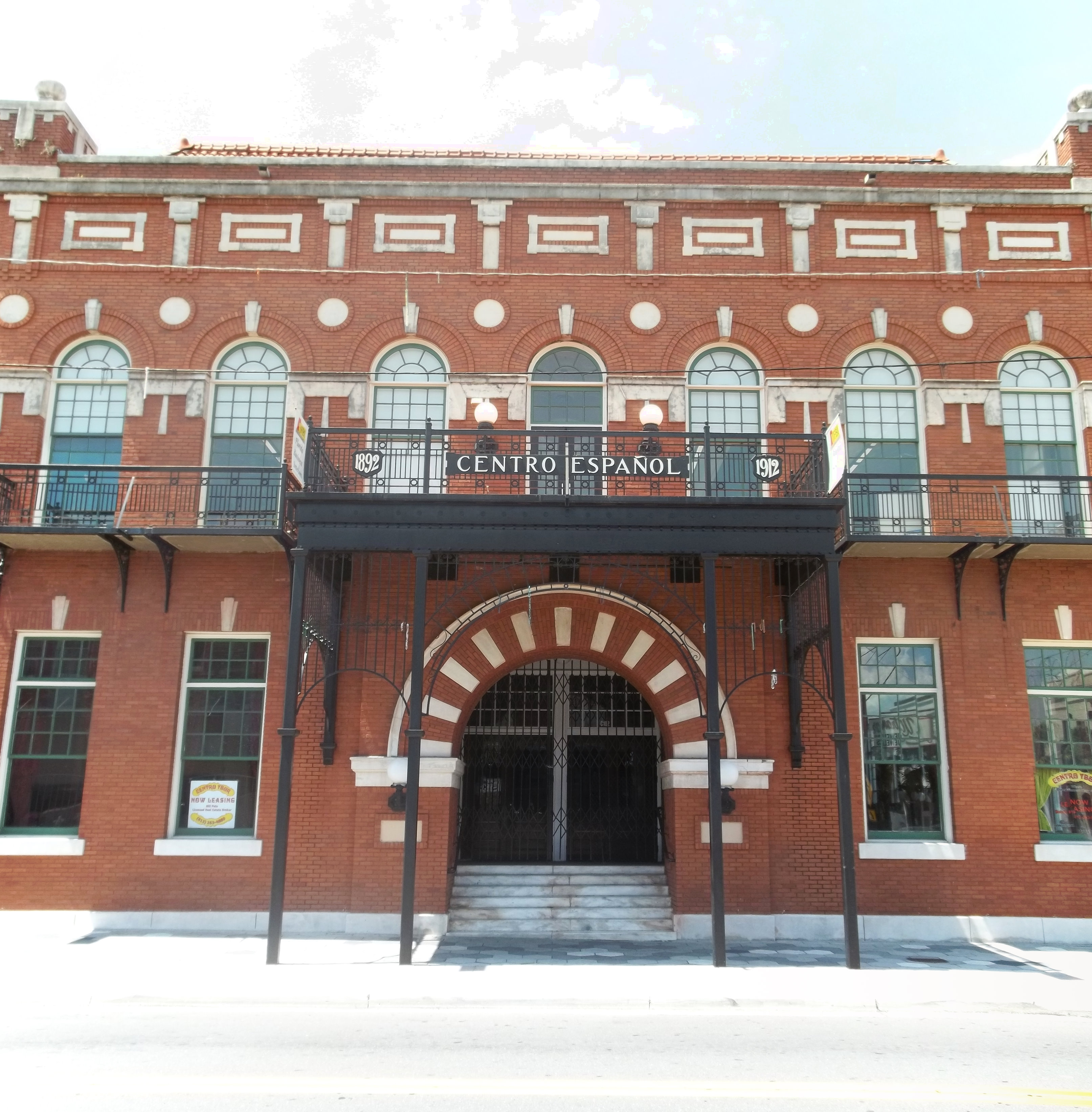
Fachada principal del Centro Español de Tampa con su portal de estilo mudéjar y su cartel "Centro Español".

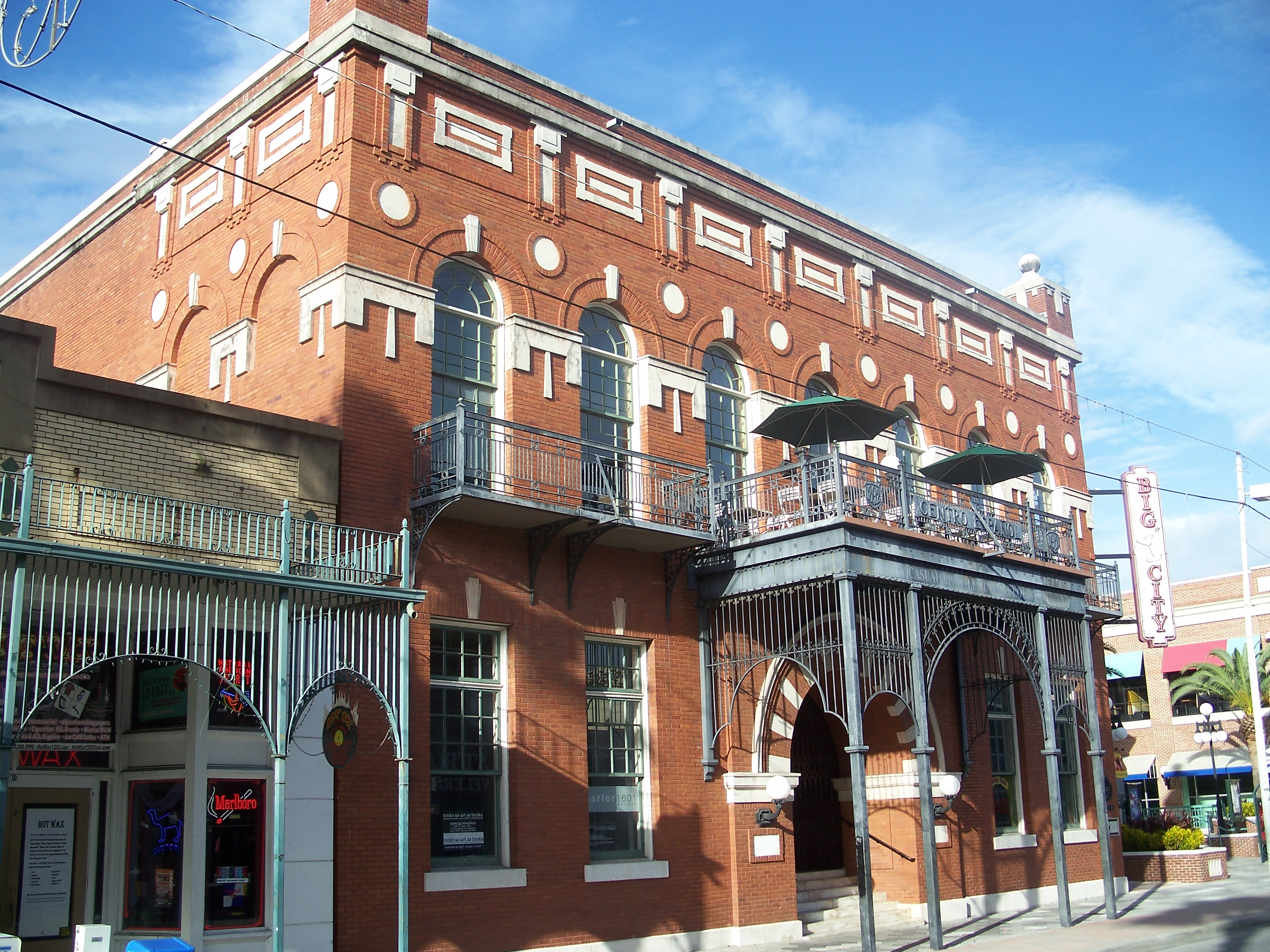
Vista de la entrada principal del Centro Español.

Los miembros pagaban una cuota anual que a cambio les ofrecía servicios sociales, culturales, recreativos y además servicios de salud y programas educativos.  En 1904, el Centro Español incluso llegó a construir su propio hospital para la comunidad española, el Sanatorio del Centro Español, que en su momento estaba entre las mejores instalaciones médicas de la Florida.
La primera sede del Centro Español estaba ubicada en el mismo lugar del actual inmueble. Fue construido en 1892 y era de construcción de balloon frame. En la fachada del edificios se encontraban dos torres. Dentro del edificio había un teatro, salón de baile, comedor, fuente de refrescos, y aulas, donde se ofrecían cursos de inglés.
A principios del siglo XX la afiliación al club se expandió rápidamente, superando las 2.600 personas en 1908. Dentro de poco el inmueble original le quedaba pequeño al centro y se construyó el actual edificio. La nueva sede se inauguró en 1912. En ese mismo año, la organización estableció un segundo centro, el Centro Español de West Tampa, para servir la población española del lado occidental de la ciudad.

### Cambios demográficos
Después de varias décadas de prosperidad y crecimiento, el Centro Español, como los demás centros sociales de Tampa, iniciaron un periodo de declive. Hay varios factores por su declive- la ley seca estadounidense, la Gran Depresión, y las nuevas restricciones en la inmigración a los Estados Unidos. Todo esto hizo que se disminuyera la llegada de nuevos españoles a la ciudad. La falta de oportunidades laborales en Tampa por la crisis económica en los Estados Unidos, también hizo que muchos españoles se fueran de la ciudad para buscar nuevas oportunidades en otros lugares, algunos de retorno a España. 
Tras la Segunda Guerra Mundial, mucho de las funciones médicas y bienestar social fueron absorbidas por el gobierno e intereses privados. El número de afiliados continuó en declive mientras se iba asimilando a la cultura estadounidense ya la segunda y tercera generación de españoles en la ciudad. Con mayor asimilación cultural, estas nuevas generaciones se identificaban cada vez más con la cultura general estadounidense.

### Cierre del centro
En 1983, la organización consolidó su afiliación restante al Centro Español de West Tampa, y el edificio de Centro Español en Ybor City fue vendido. Después de quedar vacante durante varios años, fue restaurado finalmente en el 2010. Hoy en día el antiguo Centro Español alberga el restaurante "Carne" del cocinero Jason Fernández.

## Arquitectura

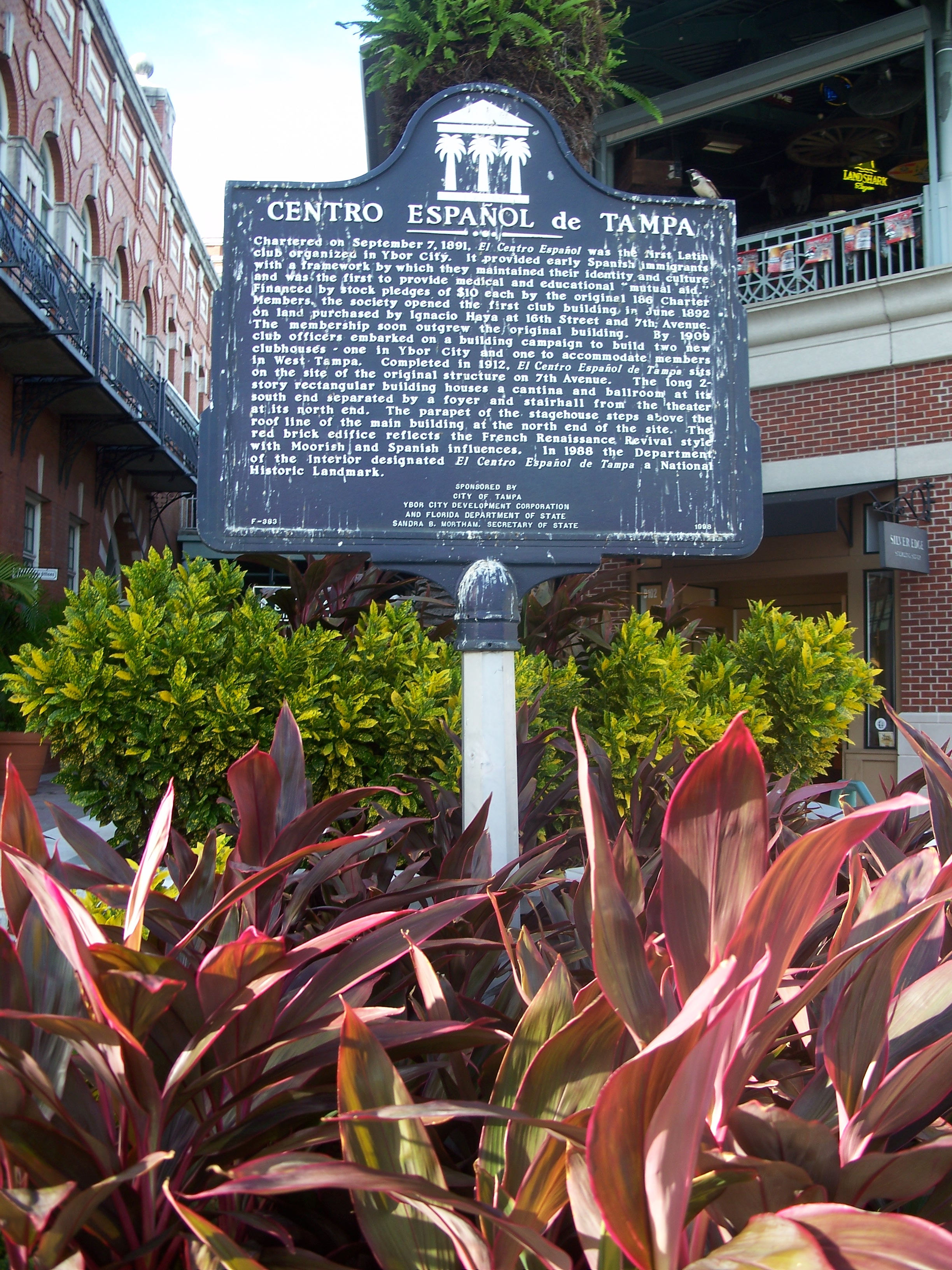
Placa informativa de la historia del Centro Español en la plaza enfrente del inmueble.

El edificio del Centro Español fue diseñado por el arquitecto Francis J. Kennard. Hoy en día Kennard es reconocido como el arquitecto responsable de diseñar una gran parte de las estructuras históricas más emblemáticas de la zona de Tampa, como Hillsborough High School, la iglesia episcopal de St. Andrews, y el Belleview-Biltmore Hotel.  En el Centro Español, Kennard utilizó el estilo neorrenacentista francés con una fuerte influencia mudéjar y español neomediterráneo.
La albañilería del edificio es de estructura de ladrillo rojo con acentos de piedra blanca. La forma del edificio es un rectángulo, expuesto en sus cuatro lados, salvo su lado occidental. pero el lado del oeste. El edificio consta de dos plantas y media en la parte principal y una parte trasera de tres plantas y media. 
La fachada del lado sur del edificio a lo largo de la 7ª Avenida tiene un portal principal arqueada de estilo mudéjar con un marco de hierro fundido. La fachada larga en el lado oriental se parece a un palacio italiano, un efecto usualmente utilizado en diseños neorrenacentistas, y también incorpora el uso de balcones de hierro fundido.

## Reconocimiento histórico
El importante papel que el Centro Español jugó en la historia de la comunidad española de los Estados Unidos,  hizo que se le otorgara la designación de Hito Histórico Nacional por el gobierno estadounidense el 3 de junio de 1988.  El Centro Español de Tampa es solo uno de dos estructuras en el condado de Hillsborough con esta designación.
El importante significado histórico y cultural del Centro Español se había reconocido más allá de su designación en 1988. En 1974, el edificio ya había sido incluido junto con otras estructuras históricas de Ybor City en el Registro Nacional de Lugares Históricos, una lista de estructuras de gran relevancia histórica nacional.
El 4 de diciembre de 1990 el edificio, junto con otros edificios aledaños históricos obtuvieron el reconocimiento como distrito histórico.